# Maurowalachen

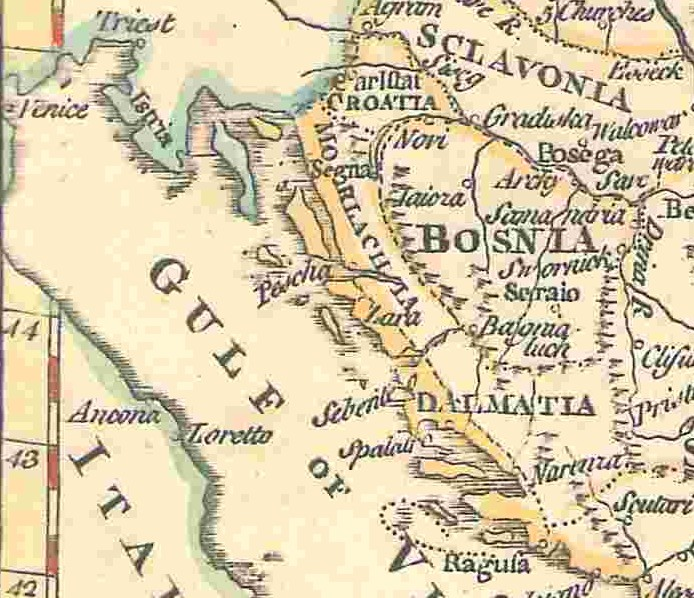
Die Region Morlakien im 17. Jahrhundert

Die Maurowalachen (Maurowlachen, Mavrowlachen) oder Morlaken (serbokroatisch Морлаци Morlaci, italienisch Morlacchi) waren eine romanische Volksgruppe, die in den Küstengebieten Bosniens, Kroatiens und Montenegros lebte. Die meisten Morlaken wurden im Laufe des Mittelalters von den umgebenden Slawen assimiliert. Übrig blieben nur die Istrorumänen.
Noch heute wird ein Teil der Kroaten und Serben in Bosnien als Wlachen bezeichnet (serbokroatisch Vlaje, Vlasi), jedoch wird diese Bezeichnung primär als Schmähung verwendet, um die jeweilige Volksgruppe zu diskreditieren, da dieser Begriff in manchen Balkanregionen auch „Hirte“ bedeutet.
Erstmals erwähnt werden die Morlacchi im Jahr 1322 während der Kämpfe zwischen dem Ban von Kroatien, 
dem Grafen von Zara, Mladen Subić von Bribir und dem Ban von Bosnien, Ioan Babonić. Im Zuge der Entstehung von Weltbeschreibungen gelangte der Begriff als „Morlachen“ auch in die deutschsprachige Literatur. So rechnet 1771 August Ludwig von Schlözer die „Morlachen oder Mauro-Walachen“ in seiner Uebersetzung der Algemeinen Welthistorie zu den „Dalmatiern“.